# Hazlewood (motorfiets)
Hazlewood is een Brits historisch merk van motorfietsen.

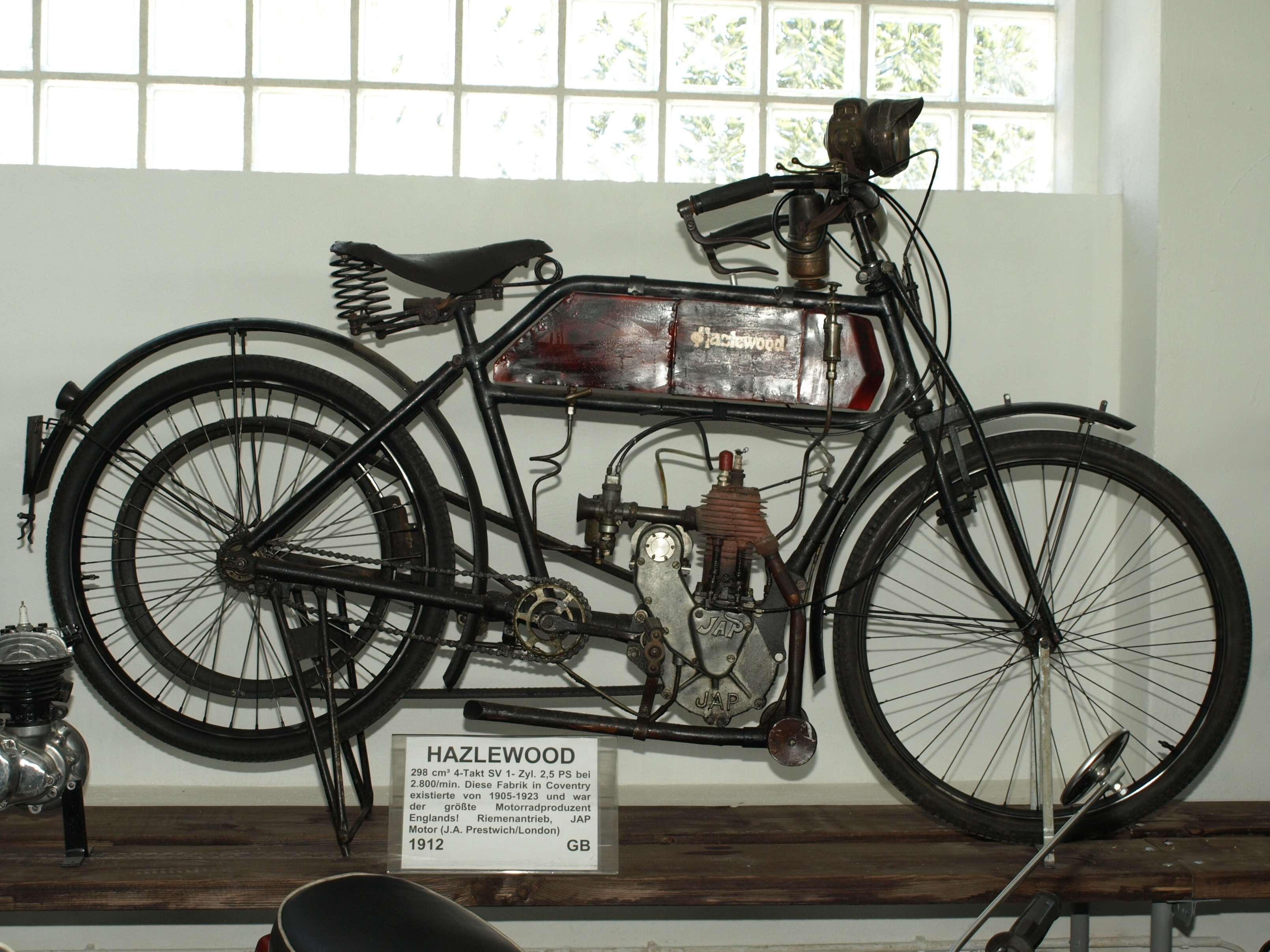
Hazlewood uit 1912

De bedrijfsnaam was: Hazlewood Ltd., Coventry en Buckingham.
Hazlewood begon de productie van motorfietsen in 1905 en behoorde aanvankelijk tot de grootste producenten van Europa. De fabriek stond in Coventry, maar een dochteronderneming was in Buckingham gevestigd. Men begon al snel motorfietsen naar het vasteland van Europa de exporteren. Vanaf het begin bouwde men eigen motorblokken en kocht men inbouwmotoren bij John A. Prestwich, een van de weinigen die in de eerste helft van de jaren nul al Britse motoren kon leveren. Het leveringsprogramma was tamelijk uitgebreid: er waren modellen van 250-, 300-, 350 en 500 cc. De JAP-motoren waren V-twins en eencilinders van 500-, 650-, 750- en 1.000 cc. Vooral in de Britse koloniën waren de robuuste Hazlewood-motorfietsen geliefd. Hazlewood was ook een van de weinige Britse merken die de Eerste Wereldoorlog én het productieverbod van het War Office overleefden, maar in 1922 werd de productie afgebouwd. De fabriek in Coventry ging dicht en in Buckingham werden tot 1923 alleen nog onderdelen geproduceerd.